# Order Niepokalanego Poczęcia Najświętszej Marii Panny z Vila Viçosa
Order Niepokalanego Poczęcia Najświętszej Marii Panny z Vila Viçosa lub Order Niepokalanego Poczęcia Naszej Pani z Vila Viçosa, Order Poczęcia oraz Order Vila Viçosa (port. Ordem de Nossa Senhora da Conceição de Vila Viçosa, Ordem Conceição, Ordem Vila Viçosa) – odznaczenie państwowe Zjednoczonego Królestwa Portugalii, Brazylii i Algarve w latach 1818–1822, później Królestwa Portugalii w latach 1822–1910, a następnie, do dziś – order domowy byłych władców Portugalii i pretendentów do jej tronu z dynastii Braganza.

## Historia
Order został ustanowiony 6 lutego 1818 roku przez króla Jana VI Braganzę, przebywającego wówczas w Rio de Janeiro w Brazylii, a swoje statuty otrzymał 10 września 1819. Nazwa pochodzi od duchowej patronki Portugalii – Świętej Marii, której ukoronowanie nastąpiło w miejscowości Vila Viçosa w 1646, będącej jedną z siedzib rodziny królewskiej. Odznaczenie to miało być nagrodą za lojalność względem królewskiego rodu w wojnie przeciwko wojskom napoleońskim, do niedawna okupującym portugalskie ziemie. Order dzieli się na trzy klasy:
- Krzyż Wielki (Grã-Cruz)
- Komandor (Comendador)
- Kawaler (Cavaleiro)[3]

Początkowo limitowany był do 12 Wielkich Krzyży, 40 Komandorów oraz 100 Kawalerów, lecz z czasem ograniczenia te zostały zniesione, a jego charakter zmienił się na typowy order nadawany za zasługi dla królewskiej dynastii, zarówno cywilne, jak i wojskowe. W czasach monarchii był nadawany tak często i w takiej liczbie, że miał reputacją jednego z najniższych i najmniej ważnych orderów w Europie. Po rewolucji portugalskiej z 1910 roku ostatni król Manuel II Patriota udał się na wygnanie i order przestał funkcjonować jako odznaczenie państwowe. Używany był niemal wyłącznie przez członków rodziny królewskiej (po II wojnie światowej królowa Amelia Orleańska nadała go jeszcze Antoniemu Salazarowi). Normalny tryb nadawania wraz z pełnym statusem orderu domowego przywrócił dopiero Duarte Pio Bragança w grudniu 1987 roku.
Obecnie jest jednym z trzech dynastycznych odznaczeń Braganzów portugalskich, obok Orderu Świętej Elżbiety i Orderu Skrzydła Świętego Michała.

## Suwerenowie orderu
Monarchowie
- Jan VI
- Piotr IV
- Maria II
- Michał I
- Piotr V
- Ludwik I
- Manuel II

Pretendenci
- Duarte Nuno Braganza
- Duarte Pio Braganza